# Kyrkobyn, Kungsbacka kommun
Kyrkobyn är tre närliggande bebyggelser i Släps socken Kungsbacka kommun i Hallands län.  Bebyggelsen klassades som tre småorter fram till 2010, från 2015 räknas två av dem, Kyrkobyn-Dala och Kyrkobyn (norra delen) som en del av tätorten Hagryd-Dala, medan delen Kyrkobyn (södra delen) kvarstår som separat småort. 